# Tokuzō Fukuda
Pour les articles homonymes, voir Fukuda.
Tokuzō Fukuda (福田徳三) est un historien japonais né le 12 février 1874 et mort le 8 mai 1930, précurseur de l'histoire économique au Japon.
Il étudie à l'université Hitotsubashi puis à l'université Louis-et-Maximilien de Munich, où il décroche un doctorat, supervisé par Lujo Brentano. 
De retour au Japon, il fait partie des fondateurs de la Reimeikai.
- VIAF
- ISNI
- LCCN
- GND
- Japon
- CiNii
- Pays-Bas
- Tchéquie
- WorldCat